# Visionite Arena

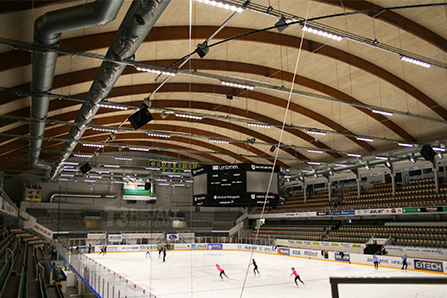
A-hallen efter takrenoveringen 2016

Visionite Arena, tidigare Winpos Arena, A3 Arena, T3 Center, Umeå Arena, SkyCom Arena, Umeå ishall – och ofta kallad Isladan – är en ishall/arena i Umeå.
Arenan rymmer 5 200 åskådare och har bland annat använts för JVM i ishockey 2000 och U18-VM för herrar 2019. Visionite Arena, som då hette Umeå Arena, användes för en deltävling i Melodifestivalen 2004. I övrigt arrangerar Visionite Arena ofta mässor. Arenan har 19 loger.

## Bakgrund
Ishallen invigdes under namnet Umeå ishall den 17 december 1963 och var då Sveriges tredje ishall. Den första matchen spelades 1 december 1963 när Tegs SK mötte Skönvik/Sunds IF i premiären av Division 2 1963. Tegs Bertil Östlund gjorde det första målet i ishallen och matchen slutade 10–4 till Teg.
År 2001 byggdes ishallen ut och taket lyftes till en kostnad av 43,5 miljoner kronor. I samband med detta bytte ishallen namn till Umeå Arena. I december 2004 köpte bredbandsbolaget Bredband2/Skycom rättigheterna till ishallen och namnet byttes till Skycom Arena. När kontraktet gick ut hösten 2008 återtogs namnet Umeå Arena 1 oktober 2008.
Arenan uppgraderades med nya stolar, jumbotron, sarg och kylaggregat inför säsongen 2006/2007. Arenan rymmer 5 450 åskådare vid ishockeymatcher. Den ägdes tidigare av IF Björklövens arenabolag, men såldes tillbaka till kommunen för den symboliska summan av 1 krona under 2009. År 2013 genomfördes en renovering av arenan för sju miljoner kronor, då man bland annat bytte delar av kylsystemet samt göt om arenans bottenplatta. Inför säsongen 2013/2014 gjordes ombyggnader som innebar att antal platser reducerades från 6 002 till cirka 5 400. 
Den 17 september 2013 köpte telekommunikationsföretaget T3 namnrättigheterna och arenans nya namn blev T3 Center. Sponsoravtalet gällde fem år med möjlighet till förlängning med ett år i taget i ytterligare tre år. I samband med att T3 gick samman med bland annat Alltele och blev A3 bytte arenan den 18 december 2017 namn till A3 Arena.
I september 2021 tog Winpos, som erbjuder tjänster kopplade till kassasystem, över namnrättigheterna på arenan och döpte arenan till Winpos arena. Avtalet sträckte sig över tre år.
Den 24 mars 2024 togs namnrättigheterna över av IT-konsultbolaget Visionite, och arenan fick därmed namnet Visionite Arena. Avtalet gäller i tre år.